# Verticordia verticillata
Verticordia verticillata är en myrtenväxtart som beskrevs av Norman Brice Byrnes. Verticordia verticillata ingår i släktet Verticordia och familjen myrtenväxter. Inga underarter finns listade i Catalogue of Life.